# Nematogmus
Nematogmus is een geslacht van spinnen uit de familie hangmatspinnen (Linyphiidae).

## Soorten
De volgende soorten zijn bij het geslacht ingedeeld:
- Nematogmus dentimanus Simon, 1886
- Nematogmus digitatus Fei & Zhu, 1994
- Nematogmus longior Song & Li, 2008
- Nematogmus membranifer Song & Li, 2008
- Nematogmus nigripes Hu, 2001
- Nematogmus rutilis Oi, 1960
- Nematogmus sanguinolentus (Walckenaer, 1841)
- Nematogmus stylitus (Bösenberg & Strand, 1906)